# Alexandre Bouillot
Alexandre Bouillot (* 5. November 1985 in Lyon) ist ein ehemaliger französischer Skirennläufer. Er war vor allem in den schnellen Disziplinen Abfahrt und Super-G sowie in der Kombination erfolgreich.

## Biografie
Bouillot bestritt seine ersten FIS-Rennen im Dezember 2000, drei Jahre später folgten die ersten Starts im Europacup. 2004 und 2005 nahm er an den Juniorenweltmeisterschaften teil. Während er 2004 in Maribor nur 41. in der Abfahrt wurde, erreichte er 2005 in Bardonecchia als jeweils bester Franzose den fünften Platz in der Abfahrt und Rang sechs im Super-G. 2005 wurde er auch Französischer Juniorenmeister im Slalom.
Im November 2005 feierte Bouillot seinen ersten Sieg in einem FIS-Rennen und sechs Wochen später kam er zu seinem ersten Weltcupeinsatz. In der Abfahrt von Bormio konnte er sich als 47. aber nur im Schlussfeld klassieren. Am 24. Januar 2006 überraschte Bouillot mit dem dritten Platz im Europacup-Super-G von Châtel, nachdem er zuvor im Europacup noch nie unter den schnellsten 30 war. Sechs Jahre lang blieb dieser dritte Platz sein bestes Europacupresultat. Bis zum Ende der Saison 2005/06 kam er noch zweimal unter die besten zehn und in den Saisonen 2006/07 und 2007/08 gelangen ihm weitere drei Top-10-Ergebnisse. Im Winter 2008/09 kam er jedoch in keinem Europacuprennen unter die schnellsten 20, dies gelang ihm erst wieder ab der Saison 2009/10.
Im Dezember 2007 und Dezember 2008 nahm Bouillot an jeweils zwei weiteren Weltcuprennen teil, kam aber auch dabei nicht in die Punkteränge. Die ersten Weltcuppunkte holte er am 11. Dezember 2009 in seinem sechsten Weltcuprennen, der Super-Kombination von Val-d’Isère, die er auf Platz 28 beendete. Bouillet startet seit der Saison 2010/11 häufiger im Weltcup, weitere Punktegewinne gelangen ihm bisher aber nur selten. Am 2. März 2012 fuhr er mit Platz 19 im Super-G von Kvitfjell erstmals unter die schnellsten 20, am 15. Dezember 2012 erreichte er als 16. der Abfahrt von Gröden sein bestes Weltcupergebnis. Nach der Saison 2013/14 beendete Bouillot seine Sportkarriere.

## Erfolge

### Weltcup
- 2 Platzierungen unter den besten 20

### Weltcupwertungen
| 2009/10 | 149.                                  | 3                                     | –                                     | –                                     | -                                     | -                                     | 44.                                   | 3                                     |                                       |                                       |                                       |                                       |                                       |                                       |
| 2010/11 | keine Platzierung in den Punkterängen | keine Platzierung in den Punkterängen | keine Platzierung in den Punkterängen | keine Platzierung in den Punkterängen | keine Platzierung in den Punkterängen | keine Platzierung in den Punkterängen | keine Platzierung in den Punkterängen | keine Platzierung in den Punkterängen | keine Platzierung in den Punkterängen | keine Platzierung in den Punkterängen | keine Platzierung in den Punkterängen | keine Platzierung in den Punkterängen | keine Platzierung in den Punkterängen | keine Platzierung in den Punkterängen |
| 2011/12 | 118.                                  | 12                                    | -                                     | -                                     | 49.                                   | 12                                    | –                                     | –                                     |                                       |                                       |                                       |                                       |                                       |                                       |
| 2012/13 | 117.                                  | 15                                    | 45.                                   | 12                                    | -                                     | -                                     | -                                     | -                                     |                                       |                                       |                                       |                                       |                                       |                                       |

### Europacup
- Saison 2011/12: 8. Abfahrtswertung, 10. Super-G-Wertung
- 2 Podestplätze

### Juniorenweltmeisterschaften
- Maribor 2004: 41. Abfahrt
- Bardonecchia 2005: 5. Abfahrt, 6. Super-G

### Weitere Erfolge
- Französischer Vizemeister in der Super-Kombination 2007
- Französischer Juniorenmeister im Slalom 2005
- 9 Siege in FIS-Rennen